# Jeroným Šlik starší
Jeroným Šlik, hrabě z Pasounu a Holíče, někdy též Jeroným Šlik starší (německy Hieronymus der Ältere Schlick, * 1556/1557,? † 1612 byl český šlechtic, hrabě ze šlikovského hraběcího rodu.

## Život
Jeroným se narodil v roce 1556 nebo 1557. Jeho rodiči byli Šebestián Šlik a Voršila Šliková (rozená z Vartemberka, * kolem 1527). Bratrem byl Štěpán Šlik. Studoval teologii ve Švýcarech a na svých studiích si vedl podrobný deník.
Jeroným Šlik byl jedním z posledních příslušníků bohatého šlikovského rodu, který ovládal jáchymovské stříbrné doly a mnoho dalších panství (Hartenberk s Krajkovou, Čistou, Anenskou Ves, Dolinu, Hory, Hrádek, Květnou, Luh, Markvarec u Krajkové, panství Luby, Kraslice, Kynšperk ad.). Kvůli svému bohatství a těžbě stříbra se však Šlikové dostali do sporu s králem Ferdinandem, jenž trval na dodržování královských práv. To se Šlikům stalo osudným, neboť po roce 1545 byli zbaveni práv na těžbu. S tím se však Šlikové odmítli smířit a v letech 1546–1547 se postavili na odpor proti králi spolu s dalšími českými šlechtici. Ve šmalkaldské válce stáli na straně protestantů. Jeroným Šlik poskytl saskému vojsku hrad Loket. Král však hrad dobyl, a celé Loketské panství zabavil. Později, 10. října 1547, musel Jeroným za svou zradu vydat koruně většinu svých panství včetně Jáchymova. Podařilo se mu udržet pouze panství Krasíkov. Moc Šliků, jejich těžební a mincovní práva, tímto aktem definitivně skončila a velkou byrokratickou reformou se posílila královská moc na úkor do té doby vlivných stavů.

## Rodina
Jeroným Šlik byl ženatý s Erdmuthou Žofií Šlikovou, rozenou z Putbusu, spolu měli dvě děti, Kateřinu a druhého potomka neznámého jména.

## Další osoby téhož jména
- Jeroným I. Šlik (narozen před rokem 1450–1491) rodiče Matěj (Matouš) I. Šlik a jeho manželka, rozená z Kravař)
- Jeroným II. Šlik (1494–1551), rodiče Kašpar II. Šlik a Alžběta Šliková (rozená z Gutštejna)
- Jeroným Šlik († 1585), rodiče Jáchym Šlik a Lukrécie Šliková (rozená ze Salm-Neuburgu)